# Wotan
Wotan, Wodan (starohornoněmecky Wôdan) či Woden (staroanglicky Ƿōden, starosasky Uuôden) je hlavní bůh předkřesťanských kontinentálních Germánů a Anglosasů. Reprezentuje následníka předpokládaného pragermánského božstva Wōðanaz, stejně jako severský Ódin, který je Wotanovou pozdní formou. V dobách christianizace bývalo Wotanovo božství zpochybňováno a na místo toho byl interpretován jako významný prapředek germánských královských dynastií.

## Odkaz

### Carl Gustav Jung
Švýcarský psycholog Carl Gustav Jung ve své eseji Wotan publikované roku 1936 označil tohoto boha za archetyp, který ovládl kolektivní mysl německého národa a tím vysvětloval vzestup nacismu. Ten označil za první wotanovský experiment a předpokládal i druhý. Prohlásil dokonce že „bohem Germánů je Wotan a nikoliv křesťanský Bůh“. Zároveň však věřil, že se projeví nejen šílená a násilná stránka tohoto archetypu, ale i jeho prorocké a extatické kvality.